# Raymond Ceulemans
Pour les articles homonymes, voir Ceulemans.
Raymond, chevalier Ceulemans, né le 12 juillet 1937 à Lierre dans la province d'Anvers, est un joueur de billard carambole belge. 
Il est reconnu comme un des plus grands champions de l'histoire du billard. Il a été 35 fois champion du monde, 48 fois champion d'Europe et 61 fois champion de Belgique.

## Biographie
Raymond Ceulemans est tailleur de diamants de formation. Enfant, il avait pour passion le billard et le football. Son père tenait un café et y possédait un billard. C'est sur cette table que le petit Raymond s'entraîne dès l'âge de sept ans. 
À 23 ans, Raymond Ceulemans remporte son premier titre de champion de Belgique au trois bandes.  Deux ans plus tard, en 1962, il devient champion d’Europe de la discipline. L'année suivante, en 1963, il est champion du monde. Il a été le premier joueur de trois bandes à avoir franchi les barrières de 1,500 et 2,000 de moyenne. Sa centième victoire lui a valu le surnom de « Mister 100 ».
Il sera anobli et créé chevalier par S.M. le roi Albert II de Belgique en 2002.

## Palmarès
- 35 titres de champion du monde (divers mode de jeu, principalement en trois bandes)
- 61 titres de champion de Belgique
- 48 titres de champion d'Europe
- 5 titres de champion d'Europe de pentathlon par équipe nationale
- 5 titres de champion d'Europe de trois bandes par équipe (clubs)
- Trophée national du Mérite sportif belge en 1967
- Sportif belge de l'année en 1978

## Extrait d'un article consacré à Raymond Ceulemans[1]
1992 est une année tumultueuse pour le grand maître. Une blessure sérieuse au dos lui vaut trois semaines d’hospitalisation. « Pendant trois jours, j’ai eu terriblement peur de ne plus jamais pouvoir rejouer au billard », se souvient-il de cette période. Mais la carrière du maestro n’est assurément pas terminée et il conserve sa position parmi les meilleurs joueurs de billard au monde. En 1995, il remporte son dernier tournoi de coupe du monde. Trois ans plus tard, il joue pour son club néerlandais Crystal Kelly une partie à 45 points et gagne une série de 28, égalisant  [sic] le record du monde du Japonais Komori de 1993.
En 2001, Raymond Ceulemans est champion de Belgique pour la 61e fois et en 2002, il triomphe à nouveau à la Dutch Cup avec son équipe du Crystal Kelly. Le nom de Ceulemans ne va pas disparaître de sitôt des listes de participants puisque tant ses fils que ses petits-fils ont hérité du virus de « Mister 100 ».

## Hommages et distinctions
En juillet 2001, Raymond Ceulemans a été élu au Hall of Fame à Las Vegas par la BCA, la principale organisation de billard des États-Unis.  
Durant l’été 2002, il est fait anobli et fait chevalier par le roi Albert II de Belgique. 

En 1965, il reçoit la médaille d'or du Mérite sportif. 
1. ↑  source: portail fédéral de la Belgique http://www.belgium.be